# Perwoll
Perwoll — средство для стирки немецкой компании Henkel, производящееся в Дюссельдорфе. В Австрии это же средство продаётся под брендом Fewa, а в России — «Ласка».

## История
В январе 1949 года бренд Perwoll был представлен по всей стране. Наряду с Lasil, это было первое синтетическое моющее средство Henkel. Первая концепция рекламы Perwoll основывалась на целевом назначении «Для тонкого и мягкого белья» (нем. «Für dünnes und weiches Leinen»). В начале 1966 года новая формула Perwoll была ориентирована на сохранение волокон.
В 1977 году в ассортимент Perwoll вошли жидкие моющие средства, пластификаторы и моющие средства для шерсти. В 1985 году бренд Perwoll расширил свой ассортимент на рынке моющих средств для стирки. Кроме средств для ухода за шерстью и деликатесами, продаются также средства для всех видов тканей.
В 2002 году компания Henkel выступила с заявлением, которое использовалось для рекламы Perwoll с 1980-х годов:

- Ist der neu? 

- Nein, mit Perwoll gewaschen!